# La Mante rouge
Pour plus de détails, voir Fiche technique et Distribution.
La Mante rouge (titre original : Den røde kappe) est un film danois réalisé par Gabriel Axel et sorti en 1967.

## Synopsis
En Scandinavie, vers l'an 1000, deux familles royales s'affrontent.

## Fiche technique
- Titre original : Den røde kappe
- Titre anglais : The Red Mantle
- Réalisation : Gabriel Axel
- Scénario : Gabriel Axel, Frank Jæger (dialogues) d'après Saxo Grammaticus (annals Gesta Danorum, 7th Book)
- Image : Henning Bendtsen
- Musique : Marc Fredericks, Per Nørgaard
- Pays d’origine :  Suède,  Danemark,  Islande
- Lieu de tournage : Islande
- Durée : 100 minutes
- Date de sortie : 16 janvier 1967

## Distribution
- Oleg Vidov : Hagbard
- Gitte Hænning : Signe
- Eva Dahlbeck : La Reine
- Birgitte Federspiel : La veuve du roi Hamund
- Lisbeth Movin : Bengerd
- Johannes Meyer : Bilvis
- Håkan Jahnberg : Bolvis
- Manfred Reddemann : Hildegisl
- Henning Palner : Hake
- Gisli Alfredsson : Sigvald
- Folmer Rubæk : Helvin
- Borgar Garðarsson : Alf
- Jörgen Lantz : Le roi Hammond
- Frederik Tharaldsen : Alger
- Sisse Reingaard : Rigmor
- Gunnar Björnstrand : Le roi Sigvor

## Nominations et récompenses
- Le film a reçu mention spéciale de la Commission supérieure technique de l'image et du son au Festival de Cannes en 1967[1].